# Postsexuell
Postsexuell ist das offizielle Debütalbum der Band Keine Zähne im Maul aber La Paloma pfeifen. Es erschien 2012 bei Broken Silence, bis dahin eigentlich nur Musikvertrieb. Das Hamburger Unternehmen entschied sich aber, der Band einen Plattenvertrag anzubieten und fungiert seitdem auch als Label.

## Titelliste
1. Bau eine Kirche draus – 3:08
2. Postsexuell – 3:12
3. Leb so, dass es alle wissen wollen – 8:04
4. ...: Fertig – 2:56
5. Endstation Bolinas – 3:23
6. Meise, Pony, Albatros – 5:29
7. O.S.M. 2000 – 3:47
8. Hobby=Bonbon – 2:30
9. Wenn Du neben mir stehst wird alles schwarz – 1:51
10. Hallo, Leben, Aus – 7:17

## Rezeption
Das Album erhielt sehr gute Kritiken. Die Ox vergab sogar 9/10 Punkten. Bei plattentests.de gab es 8/10 Punkten und einen Versuch der Einordnung: "Fehlfarben in ihrer Beton-Phase und Anfang der 1980er Jahre The Cure und Joy Division, aber auch den gehobenen Flammenwerfer-Punk ihrer Nachbarn Turbostaat und Knarf Rellöms kulturpessimistischen Nonsens-Pop." Vor allem das Lied Leb so, dass es alle wissen wollen wurde immer wieder in Kritiken hervorgehoben: "Die Band hat mit Leb so, dass es alle wissen wollen (...) die heimliche Hymne für diese, unsere Generation geschrieben – Ihr wisst das nur noch nicht." Die Band sagte dem Ox-Fanzine zur ersten Veröffentlichung auf einem Label:

„Natürlich ist die Resonanz viel Größer, weil Broken Silence stärker die Werbetrommel gerührt hat. Dadurch sind wir in mehr Magazinen besprochen worden, was vorher nicht der Fall war, weil wir die ersten beiden Alben nicht großartig verschickt haben. Und wir trauen uns auch mal, den Norden zu verlassen, erstens, weil wir es sollen, und dann aber auch, weil wir wollen ... enorm.“

## Sonstiges
Das Stück Leb so, dass es alle wissen wollen gilt in vielen Kreisen als eines der besten deutschsprachigen Lieder der letzten Dekaden. Thees Uhlmann sagte in einigen Interviews, dass der Song musikalisch wie lyrisch der beste Song seit einer langen Zeit sei und dass er, Olli Schulz und Gisbert zu Knyphausen große Fans seien. In Endstation Bolinas geht es um den Tod von Richard Brautigan, der sich in Bolinas 1984 das Leben nahm.